# یواس‌اس آرویو (اس‌پی-۱۹۷)
یواس‌اس آرویو (اس‌پی-۱۹۷) (به انگلیسی: USS Arroyo (SP-197)) یک کشتی بود که طول آن ۴۸ فوت ۶ اینچ (۱۴٫۷۸ متر) بود. این کشتی در سال ۱۹۱۳ ساخته شد.